# Cordia colombiana
Cordia colombiana là loài thực vật có hoa trong họ Mồ hôi. Loài này được Killip mô tả khoa học đầu tiên năm 1927.